# Lorcy (België)
Lorcy is een klein dorp in de Belgische provincie Luxemburg. Het ligt in Arville, een deelgemeente van de stad Saint-Hubert. Lorcy ligt twee kilometer ten oosten van het dorpscentrum van Arville en twee kilometer ten westen van het stadscentrum van Saint-Hubert.

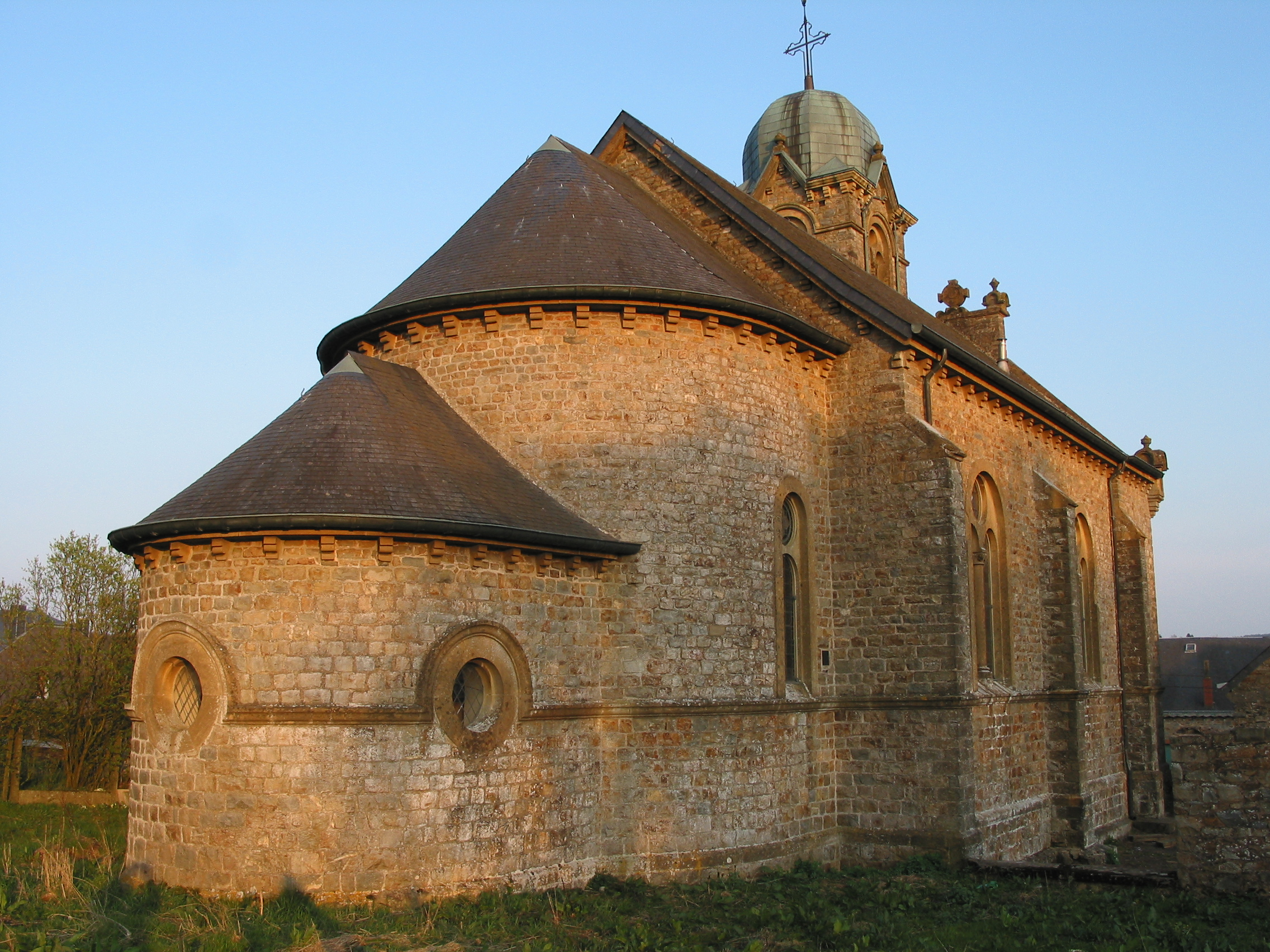
Eglise Saint-Martin (1877-1878)

## Geschiedenis
Op het eind van het ancien régime werd Lorcy een gemeente, maar deze werd in 1823 weer opgeheven en bij Arville gevoegd. Bij gemeentelijke fusies in 1977 werd Arville met daarin Lorcy een deelgemeente van Saint-Hubert.
Deelgemeenten: Arville · Awenne · Hatrival · Mirwart · Saint-Hubert · Vesqueville

Overige plaatsen: Lorcy · Poix-Saint-Hubert

Belgische gemeenten · Arrondissement Neufchâteau · Luxemburg · Wallonië